# Croix de Cuy-Saint-Fiacre
La croix de Cuy-Saint-Fiacre est un monument situé à Cuy-Saint-Fiacre, en Normandie.

## Localisation
La croix est située dans le cimetière du village.

## Historique
La croix est datée du XVIe siècle, plus précisément 1558.
Le monument est classé comme monument historique depuis le 21 mars 1910.

## Description
Le calvaire possède une colonne de 3 mètres  placée sur une base hexagonale.
La croix est « finement sculptée » : sont représentés le Christ, la Vierge, Saint Jean-Baptiste et Saint Martin. Des scènes de l'histoire d'Adam et Eve sont également présentes sur l'édifice.

## Galerie

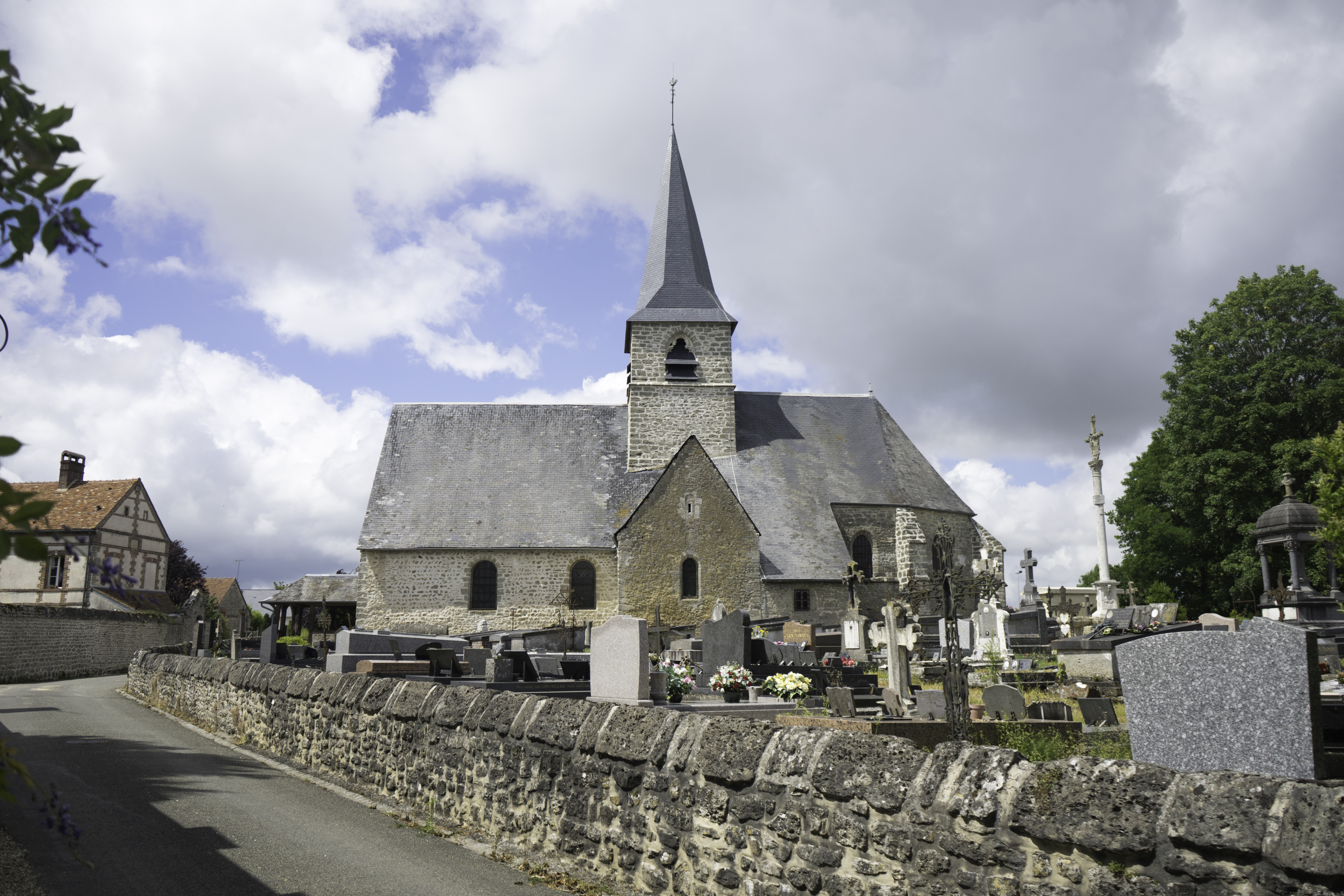
Vue générale de l'église et du cimetière, avec la croix